# Lucy Westenra
Lucy Westenra is een personage uit de roman Dracula van Bram Stoker.

## Rol in Dracula
Lucy Westenra is de 19 jaar oude dochter van een rijk echtpaar. Haar vader wordt in de roman niet genoemd, en haar moeder wordt enkel aangeduid als Mrs. Westenra. Ze is de beste vriendin van Mina Murray.
Lucy staat bij veel mannen bekend om haar schoonheid. Ze heeft drie vrienden die haar op dezelfde dag ten huwelijk vragen: Arthur Holmwood/Lord Godalming, Quincey Morris en John Seward. Lucy accepteert uiteindelijk Arthurs aanbod.
Lucy wordt het eerste slachtoffer van graaf Dracula. Onder zijn invloed bezoekt ze een paar keer ’s nachts het kerkhof, alwaar Dracula haar bijt. Haar gezondheid gaat snel achteruit, ondanks pogingen van Dr. Seward en Dr. Abraham van Helsing om haar te helpen. Van Helsing ontdekt uiteindelijk de ware toedracht van Lucy’s ziekte, maar dan is het al te laat om haar nog te redden. Lucy sterft.
Daar ze gestorven is aan de gevolgen van een vampierbeet, wordt Lucy na haar dood zelf een vampier. Ze jaagt vooral op jonge kinderen, die haar omschrijven als een mysterieuze vrouw. Van Helsing spoort Dr. Seward, Arthur, en Quincey aan hem te helpen Lucy te vernietigen en zo haar ziel te bevrijden. Uiteindelijk is het Arthur die Lucy vernietigt door een staak door haar hart te slaan. Hierdoor kan Lucy eindelijk in vrede rusten.

## Personage
Lucy is in veel opzichten de tegenpool van Mina. Ze komt uit een hoge klasse en maakt volop gebruik van het feit dat veel mannen haar onweerstaanbaar vinden. In een brief aan Mina klaagt ze zelfs waarom een vrouw niet met drie mannen zou mogen trouwen zodat ze niet de lastige keuze hoeft te maken op welk van de drie aanzoeken ze in moet gaan.

## In andere media
Lucy komt voor in vrijwel elke verfilming van Dracula. Wel wordt in veel filmversies haar achternaam veranderd. Zo heet ze in de film uit 1931 Lucy Weston. Ook is haar relatie met enkele van de andere hoofdpersonages soms aangepast. Zo is ze in veel filmversies de dochter van John Seward, en in de film uit 1958 is ze de zus van Arthur Holmwood.
Actrices die Lucy hebben gespeeld:
- Ruth Landshoff speelde een personage gelijk aan Lucy in de Duitse film Nosferatu, eine Symphonie des Grauens uit 1922.
- Frances Dade in Dracula (1931)
- Carmen Guerrero in Drácula (1931)
- Carol Marsh in Dracula (1958)
- Susan George in Dracula (1968)
- Soledad Miranda in Count Dracula (1970)
- Kate Nelligan in Dracula (1979)
- Fiona Lewis in Dracula (1974)
- Sadie Frost in Bram Stoker's Dracula (1992)
- Lysette Anthony in de parodie Dracula: Dead and Loving It (1995)
- Sophia Myles in Dracula (2006)
- Asia Argento in Dracula 3D (2012) (als Lucy Kisslinger)
- Katie McGrath in de serie Dracula (2013)
- Lydia West in de miniserie Dracula (2020)

Lucy komt ook voor in de Marvel Comics' bewerking van Stoker's Dracula # 2-3.